# Михайлівка (Кременецький район)
Миха́йлівка — село в Україні, у Лановецькій міській громаді Кременецького району Тернопільської області. Розташоване на південному сході району. До 2017 року орган місцевого самоврядування — Загірцівська сільська рада. 
Населення — 434 особи (2001).

## Історія
На 1936 рік село входило до ґміни Дедеркали Кременецького повіту. 
12 червня 2020 року, відповідно до розпорядження Кабінету Міністрів України № 724-р «Про визначення адміністративних центрів та затвердження територій територіальних громад Тернопільської області» увійшло до складу Лановецької міської громади.
19 липня 2020 року, в результаті адміністративно-територіальної реформи та ліквідації Лановецького району, село увійшло до складу Кременецького району.

## Населення

### Мова
Розподіл населення за рідною мовою за даними перепису 2001 року:
| Мова       | Кількість | Відсоток |
| ---------- | --------- | -------- |
| українська | 430       | 99.08%   |
| російська  | 4         | 0.92%    |
| Усього     | 434       | 100%     |

## Пам'ятки
Є церква святого Архістратига Михаїла (2000).

## Соціальна сфера
Діють ЗОШ I ступеня, бібліотека, дошкільний заклад, ФАП.

## Галерея

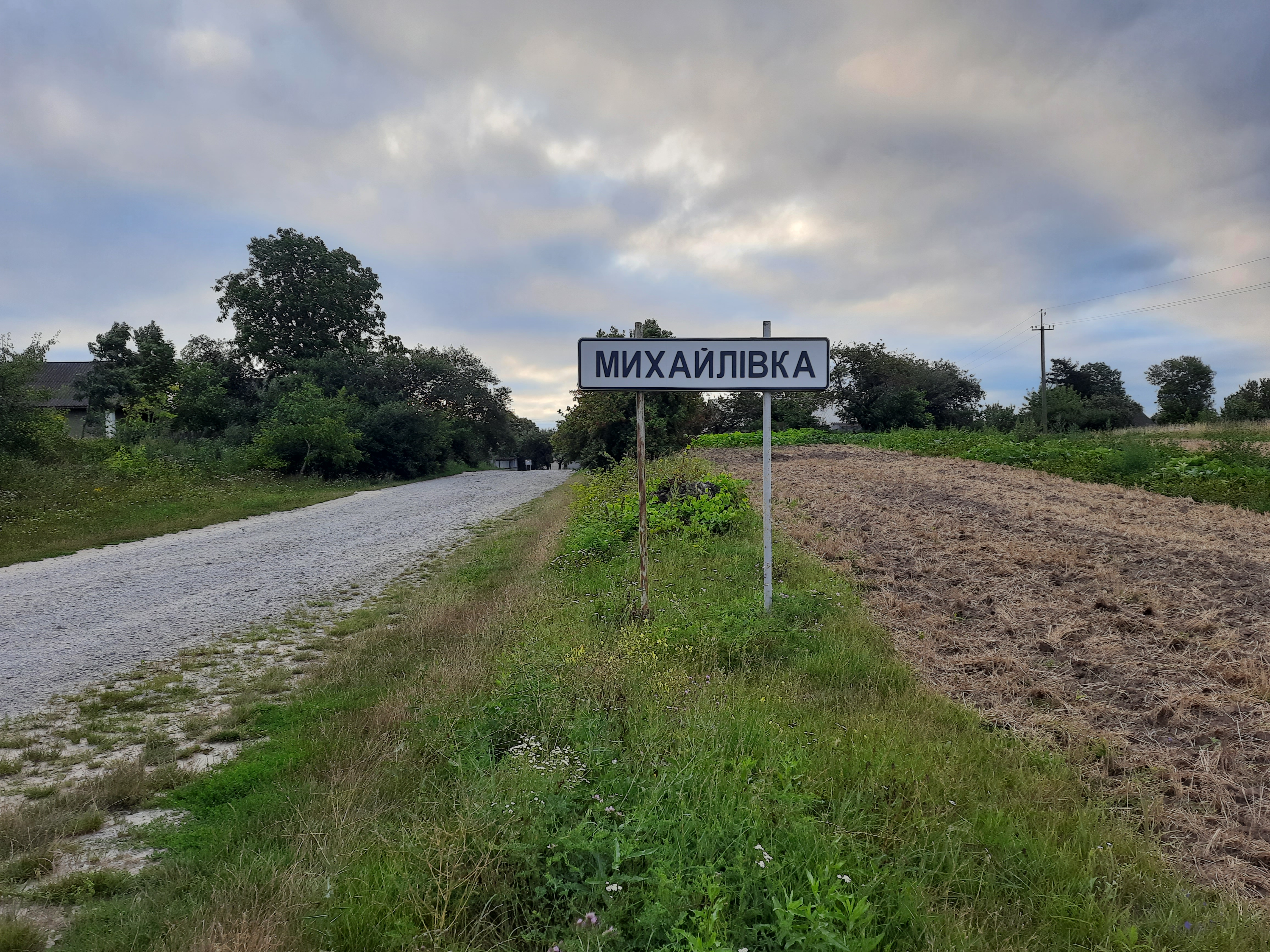
Дорожній знак при в'їзді в село
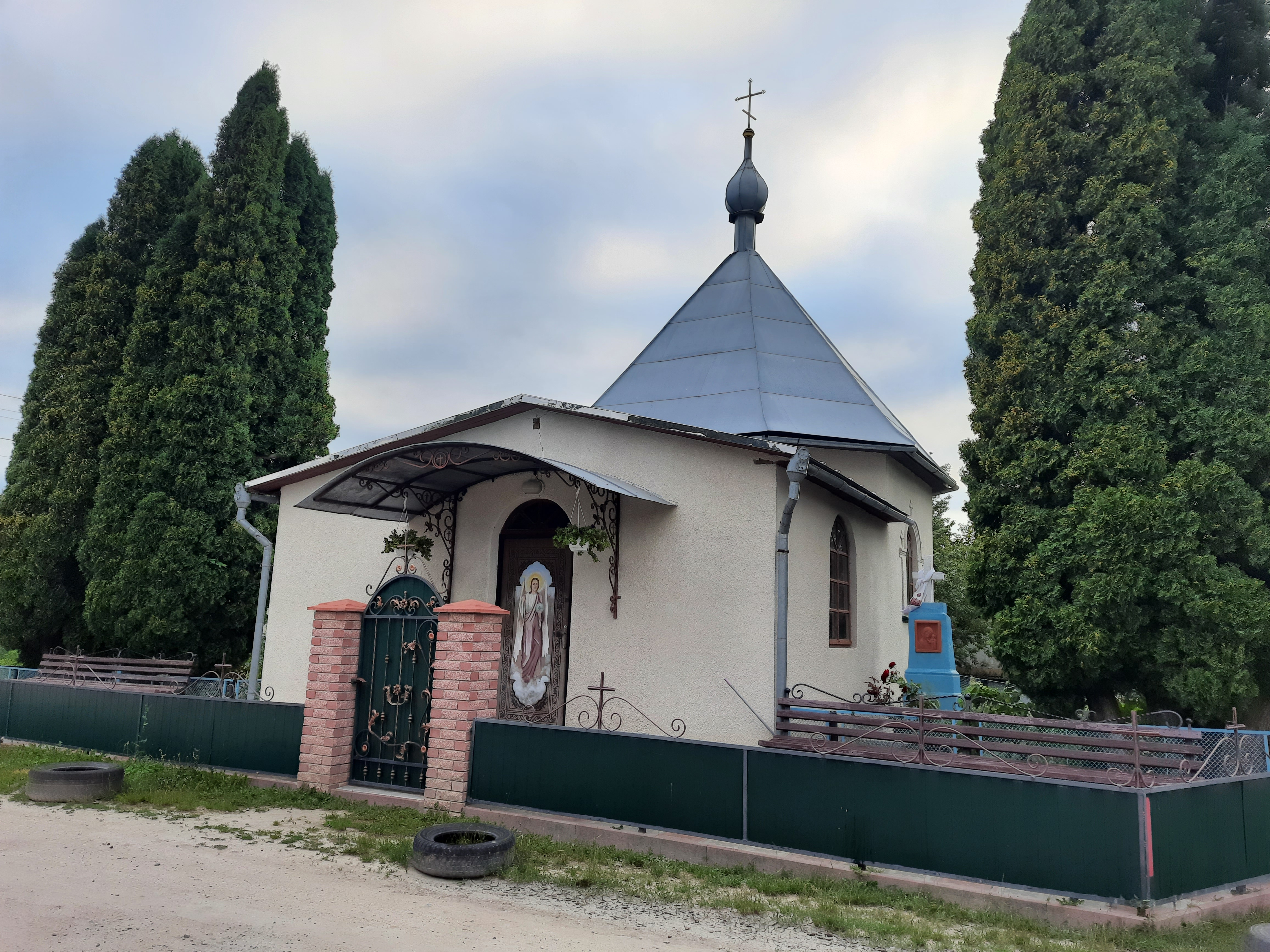
Церква святого Архістратига Михаїла
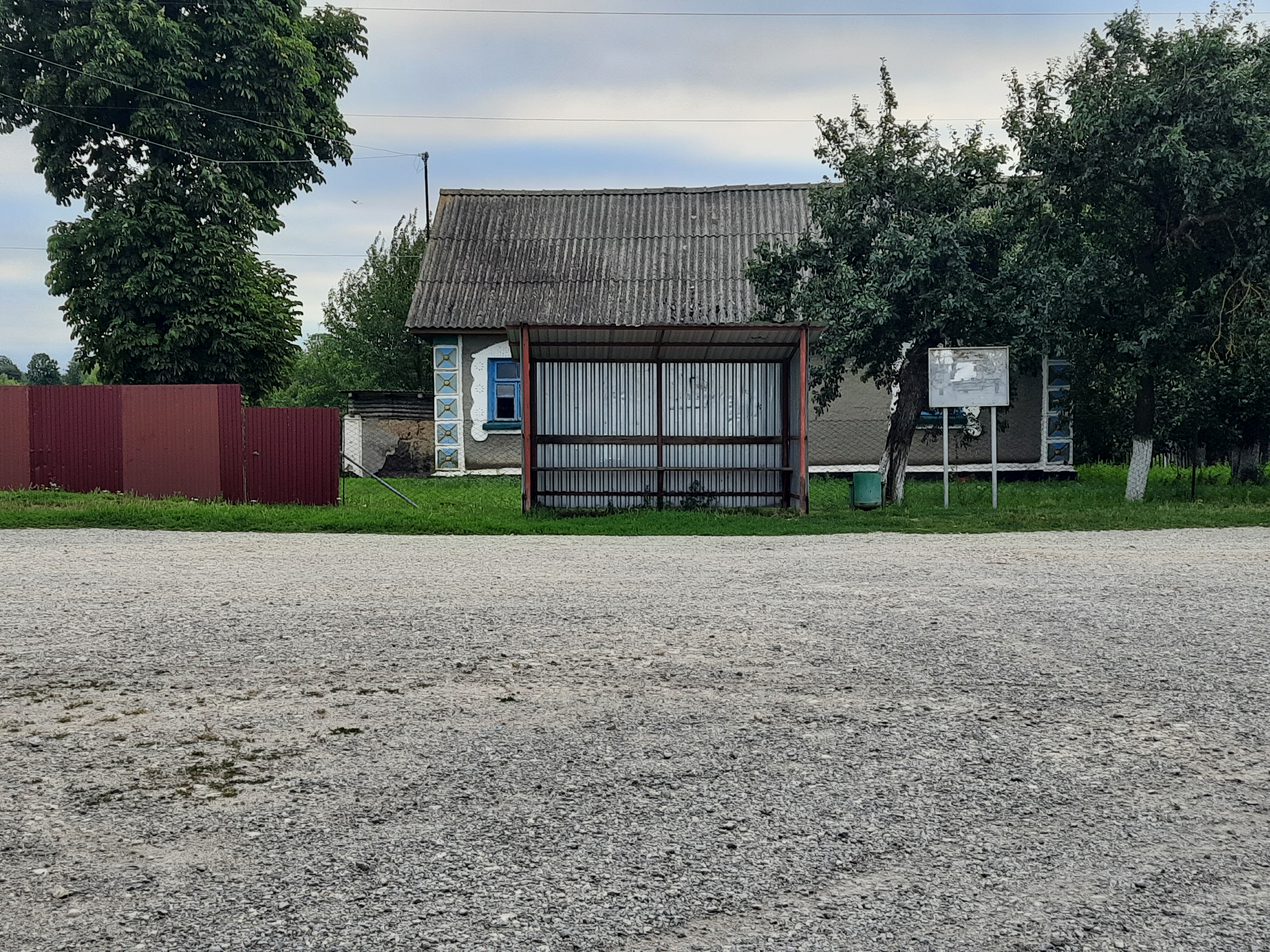
Автобусна зупинка
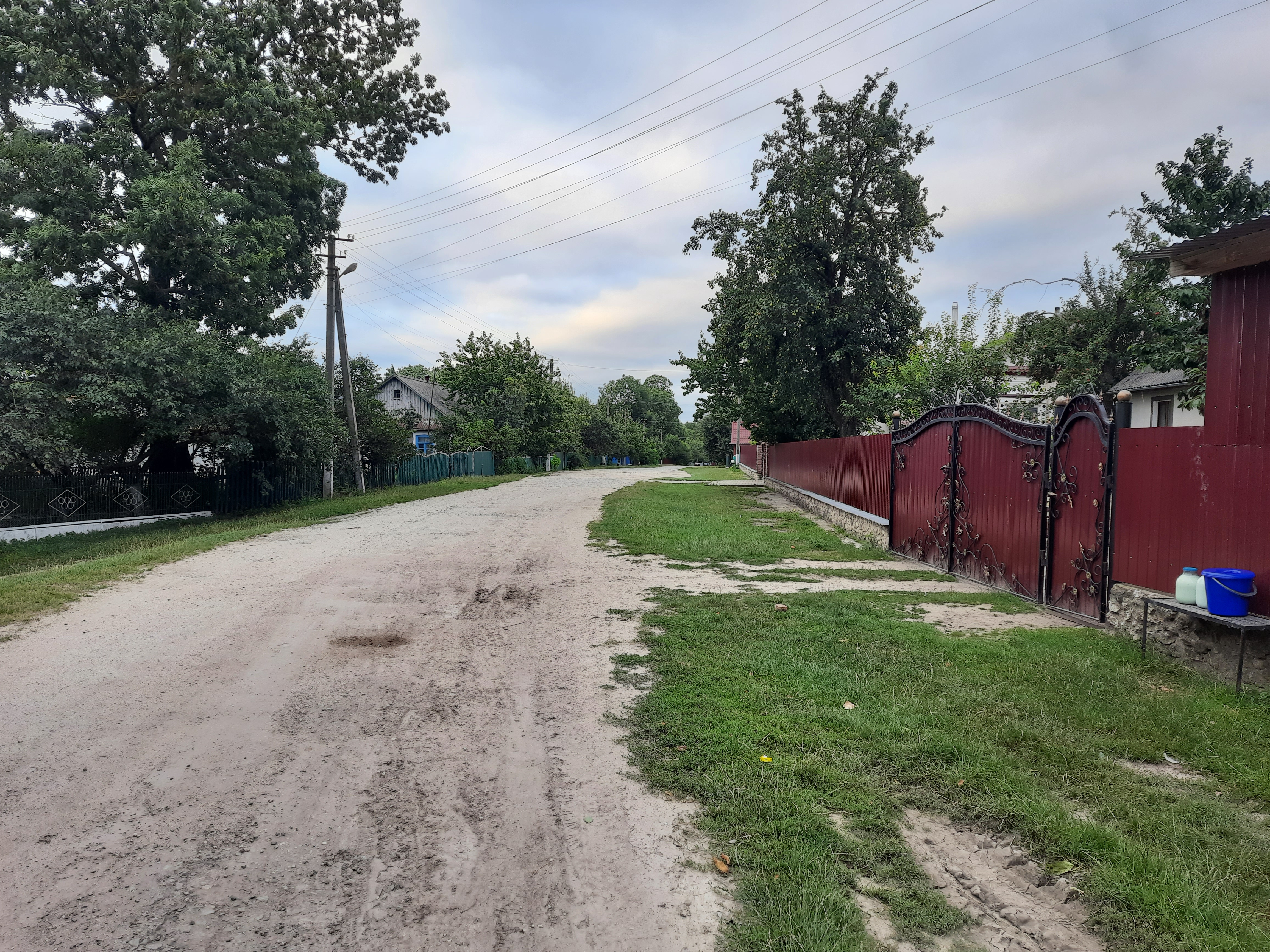
Сільська вулиця
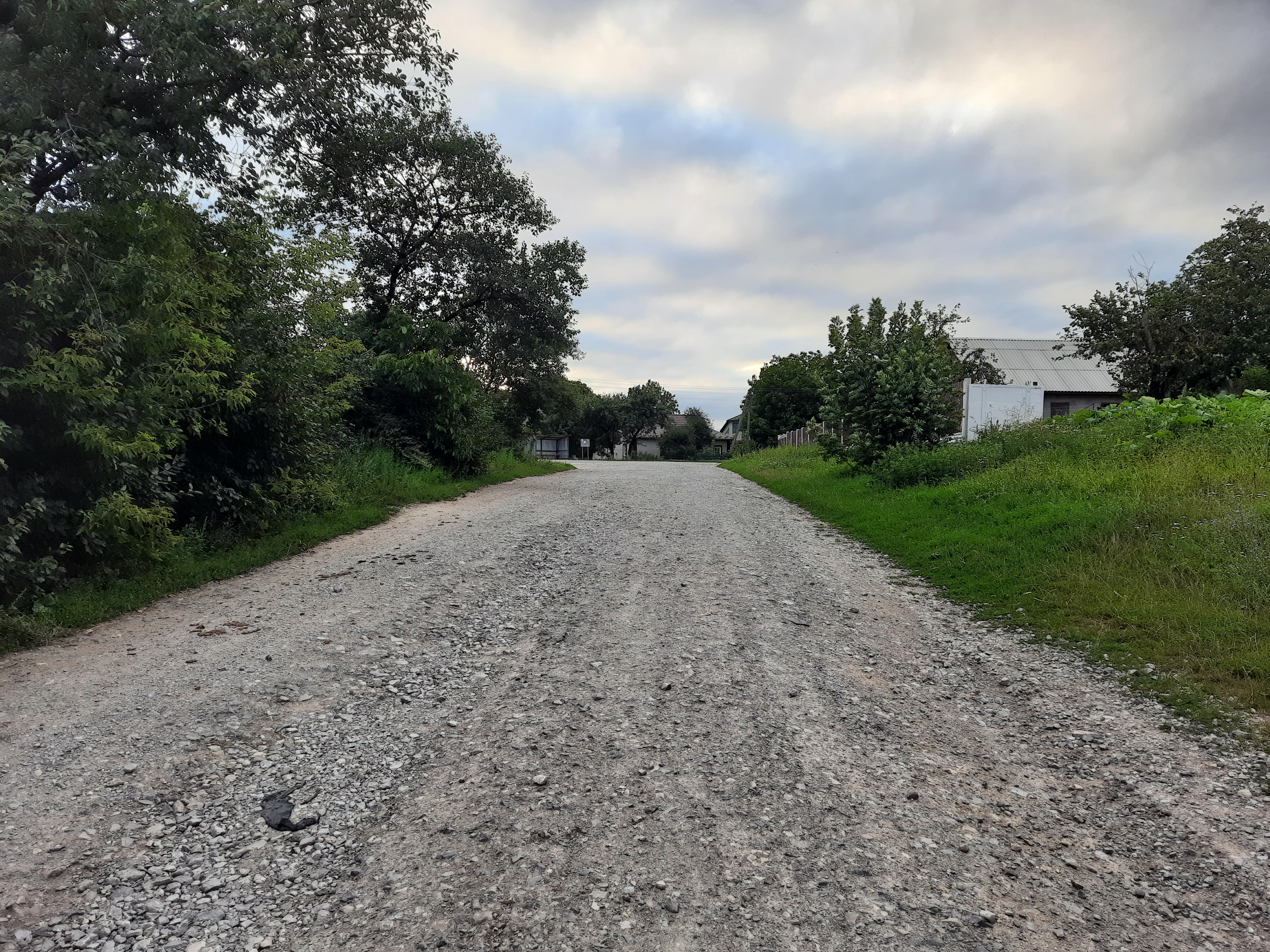
Околиця села